# شهرستان المراوعه
ناحیهٔ المراوعة (به عربی: مدیریة المراوعة) یک ناحیه در یمن است که در استان حدیده واقع شده‌است.

## خصوصیات
ناحیهٔ المراوعة ۱۲۹٬۵۲۷ نفر جمعیت دارد.